# Abdon i Senen

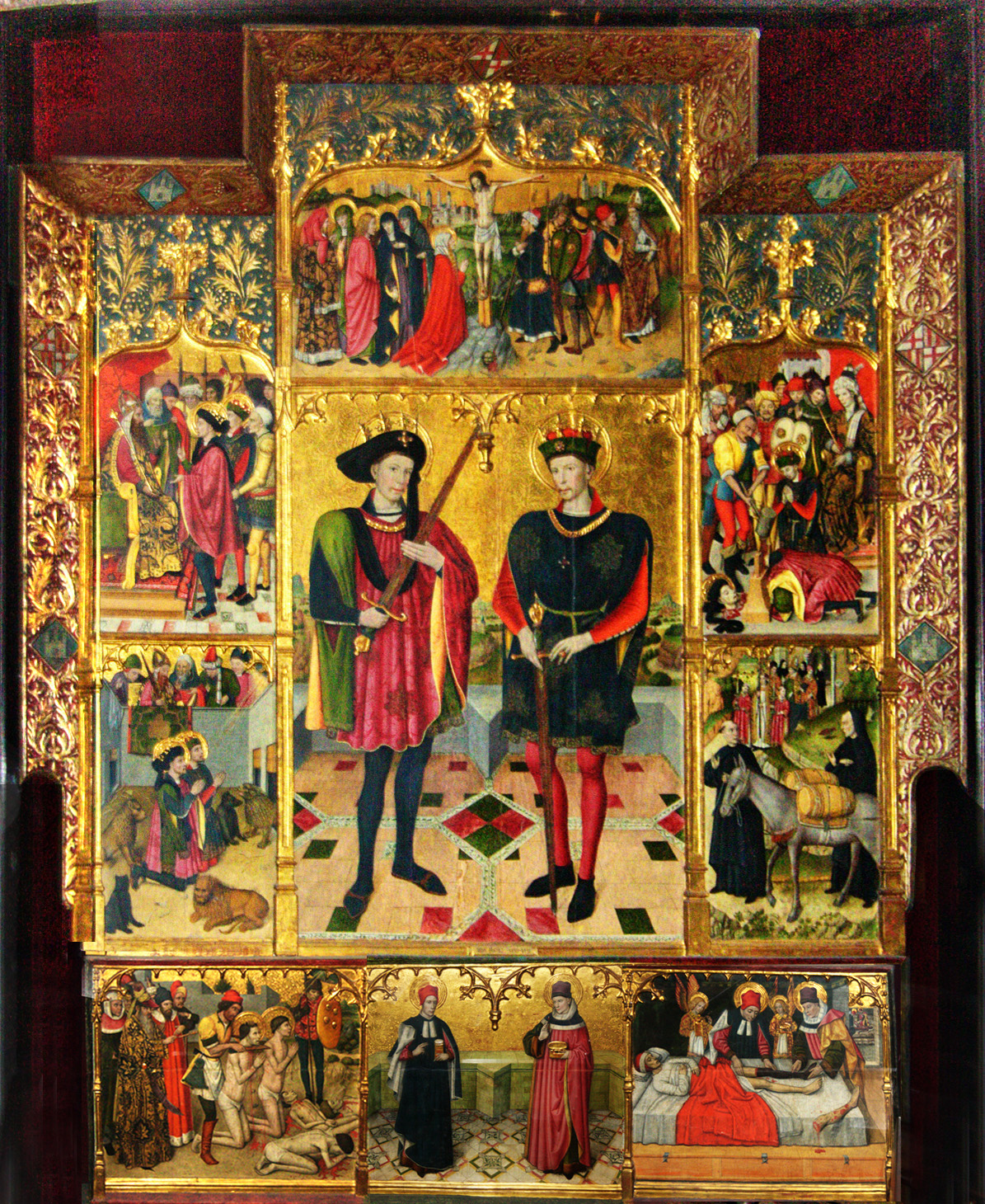
Święci Abdon i Senen na ołtarzu Jaime'a Hugueta w kościele św. Piotra w Terrassie, XV w.

Abdon i Senen (III w.) – męczennicy i święci rzymscy. Ich istnienie poświadcza istniejący od VI w. kult, akta ich męczeństwa są jednak mało wiarygodne.
Święci Abdon i Senen byli prawdopodobnie niewolnikami lub wyzwoleńcami pochodzącymi ze Wschodu. Pochodzące z VII w. itineraria świadczą, że zostali pochowani w Rzymie na cmentarzu św. Poncjana, przy drodze z Rzymu do Porto. W katakumbach św. Poncjana znajduje się przedstawiające ich malowidło pochodzące z VI/VII w.
Relikwie świętych Abdona i Senena znajdują się w rzymskim kościele św. Marka oraz w Arles-sur-Tech. Miejscowość ta znajduje się w diecezji Perpignan, której święci Abdon i Senen są patronami. Zreformowany Kalendarz rzymski ich przypadające 30 lipca święto pozostawia kalendarzom partykularnym.

## Ikonografia
Obydwaj święci przedstawiani są ws strojach z epoki, czasem w strojach książęcych gdyż według legendy byli książętami perskimi. Ich atrybuty to kłosy zboża i winogrona będące symbolami eucharystii ale także tego, że są patronami ogrodników i że zgodnie z podaniem trudnili się ogrodnictwem. Pozostałe atrybuty to lwy, miecz, niedźwiedzie, palma męczeństwa.